# David Azcano
David Azcano (Madrid, 28 d'abril de 1971) és un director de fotografia espanyol. Va començar en el món del cinema treballant a curtmetratges del 1992 al 2000, i després va començar a treballar a sèries de televisió com Compañeros (2000) i Matrimonio con hijos. Debutà en llargmetratges amb Sud Express el 2005. El 2007 pel seu treball a Ladrones fou nominat a la millor fotografia a les Medalles del Cercle d'Escriptors Cinematogràfics de 2007. i pel seu treball a Concursante va guanyar la Bisnaga de Plata a la millor fotografia al Festival de Màlaga.
El 2014 va guanyar el premi a la millor fotografia al Festival de Cinema d'Espanya de Tolosa de Llenguadoc per ärtico. Pel fa al seu treball a televisió, va rebre el premi al a millor fotografia als Premis Iris 2014 pel seu treball a Isabel i als XXI Premis Iris va obtenir el premi Antonio Mercero pel seu treball a La víctima número 8.

## Filmografia (parcial)

### Cinema
- Sud Express (2005)
- Ladrones (2007)
- Concursante (2007)
- Gente de mala calidad (2008)
- Los años desnudos: Clasificada S (2008)
- La herencia Valdemar (2010)
- 23-F: La película (2011)
- ärtico (2014)
- Las ovejas no pierden el tren (2014)
- El tiempo de los monstruos (2015)
- Despido procedente (2017)

### Televisió
- Compañeros (2000)
- Isabel (2011)
- Carlos, rey emperador (2015)
- Buscando el norte (2016)
- Vergüenza (2017)
- La víctima número 8 (2018)
- Matadero (2019)
- La casa de papel (2019)